# Clementia de Burgundia
Clementia de Burgundia (n. cca. 1078-d. cca. 1133) a fost contesă de Flandra, în urma căsătoriei sale cu contele Robert "Cruciatul" și a fost regentă a comitatului pe perioada cât soțul ei a fost plecat în cruciadă. 

## Familia
Clementia a fost fiica contelui Guillaume I de Burgundia și a unei nobile numite Stephanie de Etiennette. De asemenea, papa Calixt al II-lea îi era frate. 

## Viața
În 1097, Clementia s-a căsătorit cu contele Robert al II-lea de Flandra, devenind contesă de Flandra. Atunci când Robert a plecat pentru a participa în Prima cruciadă, ea a devenit regentă a Flandrei. Cei doi au avut trei copii, din care doar primul născut a atins vârsta majoratului, urmându-i lui Robert la conducerea Flandrei, ca Balduin al VII-lea de Flandra, din 1111, sub regența Clementiei. 
După moartea lui Balduin în 1119, Clementia s-a căsătorit din nou, cu contele Godefroi I de Leuven.

## Legpturi externe
- Women's Biography: Clementia of Burgundy, countess of Flanders, cuprinde scrisori trimise și primite de Clementia.